# Giovanni Domenico Cassini
Giovanni Domenico Cassini (Perinaldo, 1625. június 8. – Párizs, 1712. szeptember 14.) olasz származású francia csillagász.

## Életpályája
Nizza közelében született, Perinaldóban (Liguria). Rendkívül tevékeny észlelő és író volt. A genovai jezsuita főiskolán tanult. Patrónusai támogatásával a bolognai egyetemen a csillagászat tanára lett 1651-ben. Bolognában gnómont készített (=meridián-vonal) a San Petronio templomban, hogy pontosabban meg tudja határozni a Nap deklinációját. Ezeknek a méréseknek a segítségével pontosította a Nap-parallaxis értékét és a légköri szóródás mértékét. Az eredményeket tartalmazó táblázatai 1662-ben jelentek meg.
Ez alatt az időszak alatt Cassini Bologna közösségét szolgálta, amikor pápai tanácsadó volt hidrológiai és erődítményi ügyekben. Többnyire Rómában tartózkodott, ahol jó barátja lett Giuseppe Campani (1635–1715), Európa akkor felemelkedőben lévő távcsőkészítője. Campani teleszkópjaival meg tudta határozni a Mars és a Jupiter forgási periódusának idejét, és megfigyelte a Jupiter kisebb holdjait.
1669-ben Cassini a francia tudományos akadémia, az  Académie Royale des Sciences tagja lett és Párizsba költözött, ahol élete hátralévő részét töltötte. Építészeti változtatásokat eszközölt az obszervatóriumon, ami éppen akkor volt átépítés alatt. Az építkezés befejeztével kinevezték az intézmény élére. Irányítása alatt az Observatoire de Paris Európa vezető csillagászati intézménye lett. 1673-ban lett francia állampolgár, nevét Giovanniról Jean-Dominique-ra változtatta.
Az obszervatórium élén Cassinit fia, Jacques (1677–1756) követte, majd unokája, César-François (1714–1784), végül dédunokája, Jean Dominique (1748–1845).
A párizsi Saint-Jacques-du-Haut-Pas templomban temették el.

## Munkássága
Legemlékezetesebb felfedezései között volt, amikor észrevette a Jupiter holdjainak árnyékát a Jupiteren. 1668-ban megjelentette a Jupiter holdjaira vonatkozó táblázatait, az Ephemerides Bononienses Mediceorum Syderum-ot. Ez volt az első, elfogadhatóan pontos adatokat tartalmazó táblázat ezekre az égitestekre vonatkozóan.
Cassini táblázatai lehetővé tették Ole Rømer (1644–1710)  számára, hogy 1675-ben igazolja a fénysebesség véges értékét. A későbbiekben a Jupiter holdjainak megfigyelése lett az elfogadott eljárás a hajók pillanatnyi földrajzi hosszúságának meghatározásához.
Cassini több tudományos expedíciót szervezett. 1671-ben Jean Picardot (1620–1682) Dániába küldte azzal, hogy határozza meg Tycho Brahe (1546–1601) obszervatóriumának földrajzi helyzetét (Brahe innen végezte csillagászati megfigyeléseit). 1672–1673-ban Jean Richer (1630–1696) vezetett expedíciót Cayenne-be (Francia Guyana, Dél-Amerika), hogy megmérje a Nap deklinációját és meghatározza a Mars parallaxisát. Ez az expedíció az addig ismert értékhez képest 90 szögperces eltérést állapított meg az Ekliptika síkjához, és megerősítette a Cassini által még Bolognában kidolgozott képlet helyességét, amivel a parallaxist és a légköri fényelhajlást lehetett kiszámítani. Az új eredmény szerint a Nap horizontális parallaxisa 9,5 szögmásodpercnek adódott. A guyanai expedíciónak igen nagy jelentősége volt. Richer és Cassini egyidejűleg mérték a Mars helyzetét, és a parallaxisból, ismervén a Párizs-Cayenne távolságot először sikerült viszonylag pontosan meghatározni a Naprendszer távolság skáláját, nevezetesen a Föld-Nap illetve Mars-Nap távolságot. Ezekből Kepler 3. törvénye segítségével a többi bolygó pályája is adódott.
Campani távcsöveivel Cassini négy Szaturnusz-holdat fedezett fel. Ezek mai nevükön Iapetus (1671), Rhea (1672), Tethys (1684), és Dione (1684) (zárójelben a felfedezés éve).
1675-ben figyelte meg első ízben, hogy a Szaturnusz gyűrűjében kör alakú rés van. Ez az alakzat Cassini-rés néven ismert. 1679-ben jelentette meg új holdatlaszát. 1683-ban figyelt fel első ízben az állatövi fényre.
További érdeme a Jupiter tengelyforgásának és lapultságának megállapítása.
Abban az időszakban Cassini volt a legrátermettebb távcsöves megfigyelő. Cassini irányítása alatt kezdődött meg Franciaország földrajzi felmérése az 1670-es évek alatt. Franciaország teljes területén földrajzi szélességi és hosszúsági fokokat állapítottak meg (utóbbit a Jupiter holdjai segítségével). A munka végeztével állt elő első ízben Franciaország pontos térképe (valamikor az 1700-as évek elején).
Cassini a Föld alakjára vonatkozóan a Párizs és Perpignan közötti meridiánon méréseket végzett, és megállapította, hogy a Föld „kiszélesedő gömb”.

## Emlékezete
- Szaturnusz gyűrűjében lévő, kör alakban haladó rés a Cassini-rés.
- Cassini tiszteletére nevezték el a Cassini–Huygens űrszondát, melynek küldetése a Szaturnusz környezetének, valamint Titán  nevű holdjának vizsgálata volt.

## Szakirodalom
- Cassini, Anna: Gio. Domenico Cassini: Uno scienziato del seicento. Perinaldo, Italy: Comune di Perinaldo, 1995.
- Cohen, I.Bernard:  G.D.Cassini and the Number of the Planets: An Example of Seventeenth-Century AstroNumerological Patronage. In Nature, Experiment, and the Sciences: Essays on Galileo and the History of Sciene in Honour of Stilllman Drake, ed.
- Trevor H.Levere,  William R. Shea: Dordrecht: Kluwer Academic, 1990, pp. 199–205.
- Swerdlow, N.M.: Astronomical Chronology and Prophecy: Jean-Dominique Cassini’s Discovery of Josephus’s Great Lunisolar Period of the Patriarchs. Journal of the Warburg and Courtauld Institutes 53 (1990), 1–13.
- Taton, René,  Curtis A.Wilson, eds.: Planetary Astronomy from the Renaissance to the Rise of Astrophysics, vol. 2A: The General History of Astronomy, ed. Michael Hoskin. Cambridge: Cambridge University Press, 1989–, passim.